# Atomorpha banghaasi
Atomorpha banghaasi là một loài bướm đêm trong họ Geometridae.